# Amerikaanse kakkerlak
De Amerikaanse kakkerlak of grote kakkerlak (Periplaneta americana) is een insect uit de orde van de kakkerlakken (Blattodea) en de familie Blattidae.
Het is een wat grotere soort en kan een lichaamslengte tot 4,5 centimeter bereiken. De kakkerlak heeft een roodbruine lichaamskleur en de kop draagt twee lange antennes. Boven de kop is een verharde plaat gelegen die een lichtere achterrand heeft. In combinatie met de lichaamslengte is de Amerikaanse kakkerlak hieraan vrij eenvoudig van andere kakkerlakken te onderscheiden.
De kakkerlak is oorspronkelijk afkomstig uit noordelijk Afrika. Het is een van de insecten die zich met behulp van de mens via de Columbiaanse uitwisseling over de gehele wereld heeft verspreid. De Amerikaanse kakkerlak heeft vooral gebruikgemaakt van het transport van goederen per schip. De kakkerlak komt wereldwijd veel voor in huizen, vooral in keukens.
De Amerikaanse kakkerlak wordt in warmere streken veel aangetroffen in huizen en voedselverwerkende fabrieken. De kakkerlak wordt beschouwd als een plaaginsect omdat voedsel voor menselijke consumptie kan worden vervuild. Na contact met de kakkerlak kan voedsel dat als vers wordt beschouwd besmet zijn geraakt met verschillende ziekteverwekkers. Op de Amerikaanse kakkerlak kunnen zowel eencellige micro-organismen als parasitaire eencelligen en wormen worden aangetroffen. De Amerikaanse kakkerlak is een warmteminnende soort die een hekel heeft aan kou, in tropische streken komt de kakkerlak daardoor veel voor. In meer gematigde gebieden kan het insect zich hierdoor niet handhaven, in tegenstelling tot andere kakkerlakken.

## Verspreiding

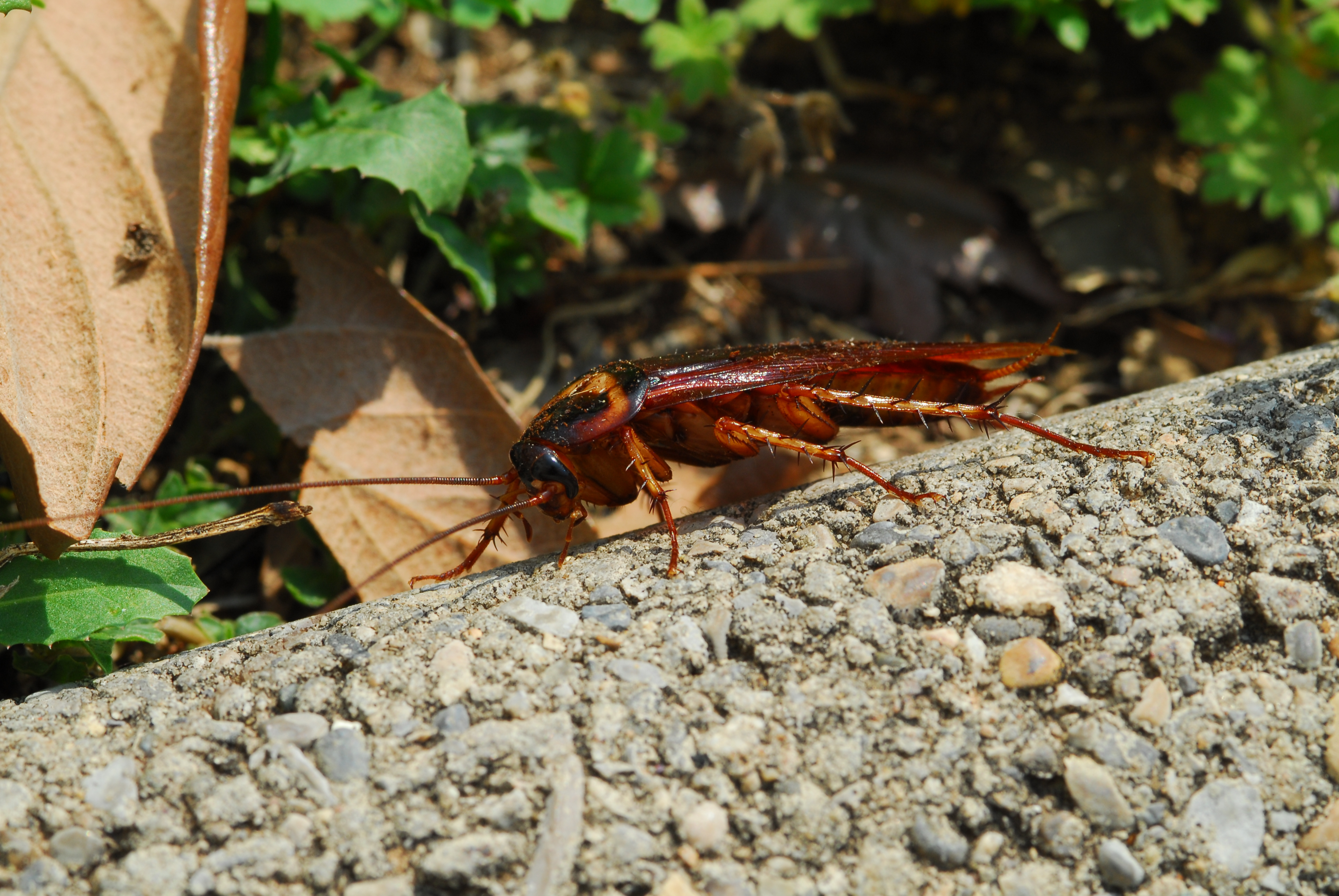
De kakkerlak is een bodembewoner die leeft tussen de bladeren

De kakkerlak leeft in tropische delen van Afrika maar heeft zich al vele honderden jaren geleden gevestigd op andere continenten. Het is tegenwoordig een kosmopolische soort die op veel plaatsen in de wereld voorkomt. Ondanks de naam Amerikaanse kakkerlak, die ook terugkomt in de wetenschappelijk naam americana, komt de kakkerlak van origine niet uit Amerika.
De Amerikaanse kakkerlak kan zich handhaven op schepen en heeft zich hierdoor de afgelopen eeuwen over de wereld kunnen verspreiden. De Amerikaanse kakkerlak wordt vooral gevonden in havensteden. Het transport van slaven vanaf de zeventiende eeuw heeft waarschijnlijk sterk bijgedragen aan de verspreiding van de Amerikaanse kakkerlak. In Amerika heeft de soort zich waarschijnlijk al voor de slavenhandel op zijn hoogtepunt kwam al gevestigd. In West-Europese landen, zoals België en Nederland, wordt de Amerikaanse kakkerlak soms per ongeluk met handelswaar geïmporteerd en wordt hierdoor soms gevonden in kustplaatsjes maar heeft zich nergens weten te handhaven. Dit in tegenstelling tot andere soorten kakkerlakken die wel algemeen voorkomen, zoals de Duitse kakkerlak en de Oosterse kakkerlak.
In de natuur is de Amerikaanse kakkerlak een belangrijke afvaleter die leeft van rottende organische materialen. De kakkerlak bewoont de strooisellaag en leeft tussen de bladeren en houtsnippers. De Amerikaanse kakkerlak is sterker aan warmte gebonden dan andere kakkerlakken en leeft in warme, vochtige streken. Nachtvorst is fataal, zodat de soort in koudere delen van de wereld niet in de natuur kan overleven.

## Kenmerken

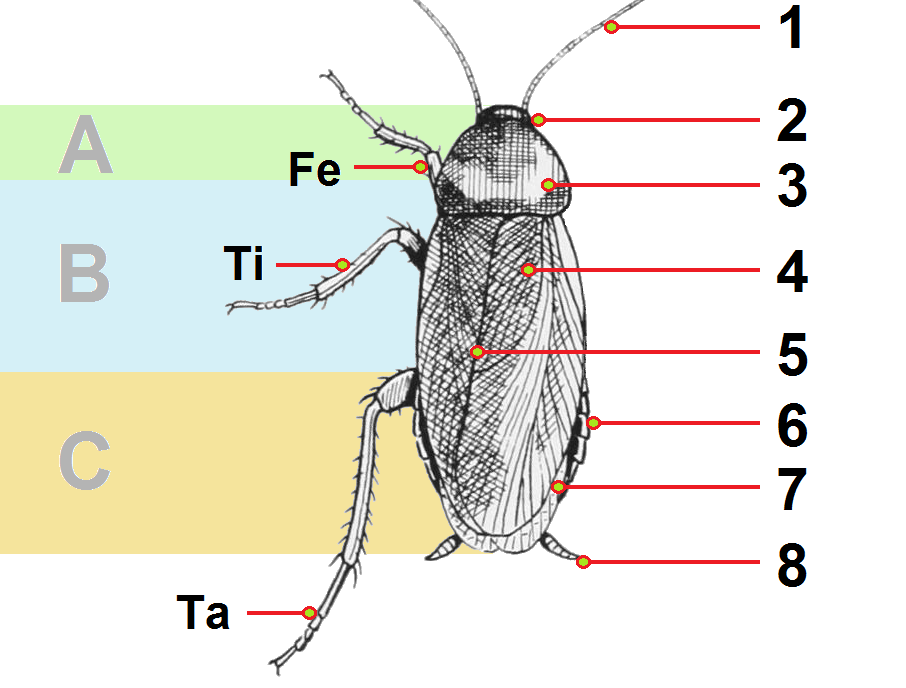

De Amerikaanse kakkerlak heeft een roodbruine kleur en een langwerpig-ovale en duidelijk afgeplatte lichaamsvorm. De kakkerlak kan een totale lichaamslengte bereiken van ongeveer drie tot vier centimeter. De Amerikaanse kakkerlak heeft net als alle insecten een in drieën verdeeld lichaam. Aan de voorzijde is de kop (A) of cephalon aanwezig, daarachter is het borststuk (B) of thorax gelegen en ten slotte volgt het gesegmenteerde achterlijf (C) of abdomen.
Aan de voorzijde zijn de antennes (1) en de ogen (2) duidelijk zichtbaar. De bovenzijde van de kop en het voorste deel van het borststuk worden beschermd door het halsschild of pronotum (3). Het achterlijf is grotendeels gelegen onder de vleugels, met bovenop de voorvleugels (4) die over elkaar gevouwen zijn en niet naast elkaar liggen zodat een schuine middennaad (5) ontstaat. Aan weerszijden zijn delen van het achterlijf zichtbaar, de tergieten (6), aan de achterzijde steken de achtervleugels (7) uit. Het uiteinde van het achterlijf draagt twee gelede tastorganen genaamd cerci (8).
De drie paar poten bestaan uit vergelijkbare delen, weergegeven zijn de dij of femur van de voorpoot (Fe), de scheen of tibia van de middelste poot (Ti) en de voet of tarsus van de achterste poot (Ta).

### Kop

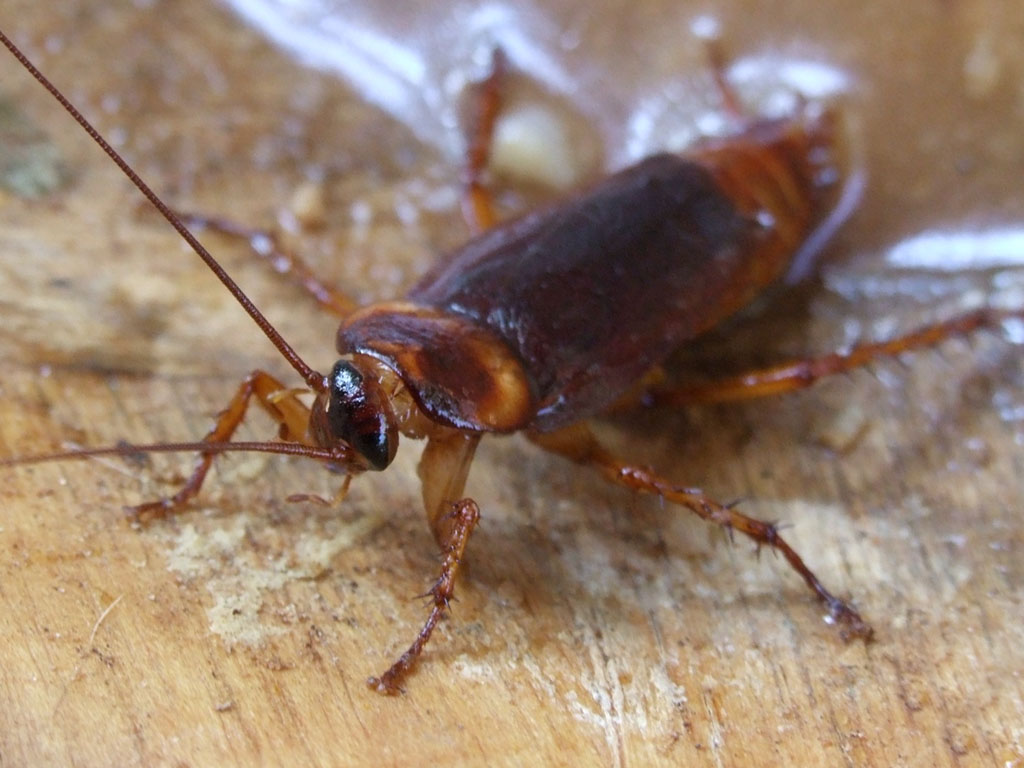
Kop van de Amerikaanse kakkerlak met zichtbare ogen, antennen en palpen

De Amerikaanse kakkerlak heeft een naar onderen gekromde kop, de kop wordt hierdoor deels aan het oog onttrokken door het sterk vergrote halsschild. De Amerikaanse kakkerlak valt met name op door de lange sprieterige antennes, waardoor de voorzijde gemakkelijk is te onderscheiden van de achterzijde. De antennes hebben net als bij andere kakkerlakken geen verdikkingen en zijn dun en draadvormig, wat filiform wordt genoemd. De antennes bestaan uit enkele tientallen segmenten, het oppervlak bevat vele sensorische receptoren. De antennes dragen vele mechanosensorische receptoren, dit zijn zintuiglijke cellen die bewegingen registreren. Daarnaast bevatten de antennes vele chemosensorische vezels die geuren kunnen waarnemen en onderscheiden. De receptoren zijn gelegen in een groot aantal zeer korte en kleine haartjes op de antennes, die met het blote oog niet te zien zijn. Volwassen mannetjes hebben beduidend meer van deze structuren dan de vrouwtjes. Een juveniel mannetje dat bijna volwassen is heeft ongeveer 14.000 van dergelijke zintuiglijke vezels, maar een volwassen mannetje heeft er ongeveer 270.000 op iedere antenne. Bij mannetjes zijn de haartjes met name gevoelig voor vrouwelijke lokstoffen, die feromonen worden genoemd. De kakkerlak kan ook de luchtvochtigheid bepalen met de antennes. De luchtvochtigheid beïnvloed de weerstand van de receptoren.
Aan de voorzijde van de kop zijn de samengestelde ogen gelegen, die door hun zwarte kleur goed afsteken tegen de bruine kleur van de rest van de kop. De ogen zijn langwerpig van vorm en breder aan de bovenzijde. Net als andere insecten bestaan de ogen uit vele kleine suboogjes die de ommatidiën worden genoemd. De ogen van de kakkerlak zijn relatief slecht ontwikkeld, ze kunnen echter wel licht waarnemen.
De Amerikaanse kakkerlak heeft net als andere kakkerlakken geen gespecialiseerde monddelen. De belangrijkste monddelen zijn de kaken of cheliceren, ze bestaan uit een verharde en verbrede structuur die voorzien is van verhoornde, stekelachtige 'tandjes'. Deze dienen om het voedsel te verkleinen waarbij het voorste deel een snijdende functie heeft en relatief lange tanden draagt. Het achterste deel dient om te malen is hiertoe voorzien van plattere tanden. Naast de kaken beschikt de kakkerlak over twee paar mondtasters. Aan de bovenkaak of maxilla zijn de maxillaire palpen gelegen en de onderkaak of labium draagt een paar labiale palpen.

### Borststuk

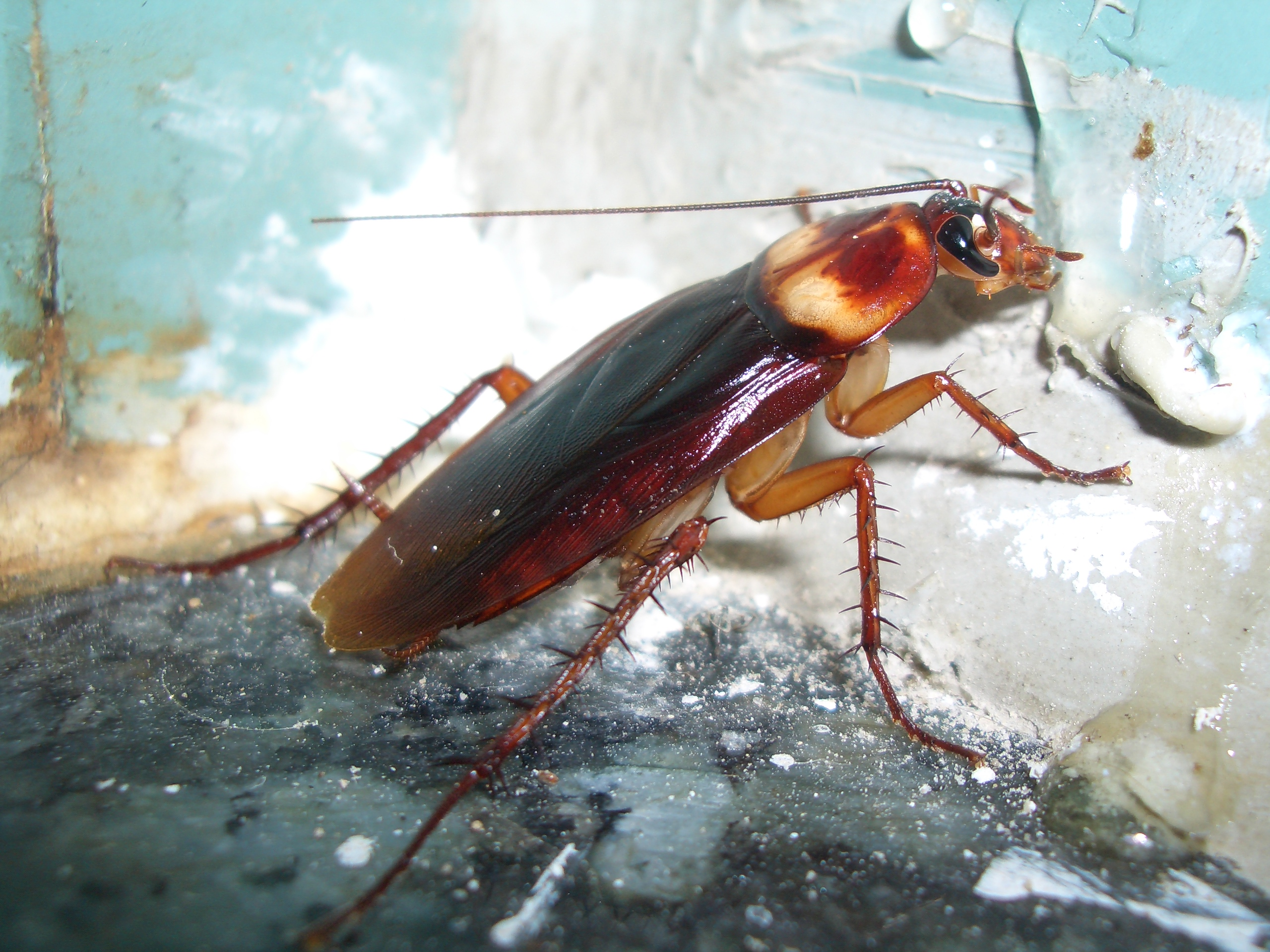
Een mannetje eet van giftige lokgel.

Het borststuk bestaat uit drie delen, die net als bij andere insecten vergroeid zijn tot één geheel. Het voorste deel van het borststuk wordt aan de bovenzijde beschermd door het brede en sterk vergrote halsschild of pronotum. Het halsschild is bruin van kleur maar de rand is lichter, vooral aan de achterzijde. Het laatste -achterste- deel van het borststuk is onder de vleugels gelegen. De drie delen van het borststuk zijn als zodanig te herkennen doordat ieder deel steeds één paar poten draagt aan de onderzijde. De poten zijn vrij lang en zijn bruin van kleur, iedere poot bestaat uit vijf segmenten, de poot is aan het lichaam gehecht door de heup of coxa, deze is met de dijbeenring of trochanter verbonden met de dij of femur. Het volgende segment wordt de scheen of tibia genoemd en ten slotte is aan het uiteinde van iedere poot de voet of tarsus aanwezig. De tarsus bestaat zelf ook uit vijf segmenten, het laatste segment draagt kleine haakjes die de klauwtjes worden genoemd. Wat opvalt aan de poten en met name de dij en de scheen, zijn de vele stekelige haartjes. Deze dienen als tastorgaan en helpen de kakkerlak navigeren in kleine spleten.
De Amerikaanse kakkerlak is een gevleugelde soort de volwassen exemplaren dragen twee paar vleugels. Bij de jonge dieren of nimfen maar alleen vleugels. De imagines zijn hieraan gemakkelijk te onderscheiden van de juveniele dieren of nimfen. De vleugels zijn aan de bovenzijde van het borststuk gehecht, de Amerikaanse kakkerlak heeft een paar voorvleugels op het tweede borststuksegment en een paar achtervleugels op het derde borststuksegment. De voorvleugels of elytra zijn de zichtbare vleugels, ze hebben een leerachtig oppervlak en zijn bruinrood van kleur. De voorvleugels zijn enigszins doorzichtig en dienen om de achtervleugels te beschermen waarmee gevlogen kan worden. De achtervleugels of tegmina hebben een vliezig oppervlak en zijn veel transparanter dan de voorvleugels. De achtervleugels hebben een aanzienlijk groter oppervlak, ze zijn geplooid zodat ze in rust kunnen worden opgevouwen onder de voorvleugels.
De Amerikaanse kakkerlak is een langgevleugelde soort, de vleugels bedekken altijd het gehele achterlijf. Andere kakkerlakken hebben helemaal geen vleugels of zijn kortgevleugeld -ook wel halfgevleugeld- waarbij de vleugels ongeveer tot halverwege het achterlijf reiken.
Bij de Amerikaanse kakkerlak is de lengte van de vleugels een belangrijk geslachtsonderscheid, die van de mannetjes zijn langer dan de vleugels van vrouwtjes. De vleugels van een mannetje reiken tot iets achter de achterlijfspunt terwijl ze bij een vrouwtje hooguit de achterlijfspunt bereiken. Zowel mannetjes als vrouwtjes kunnen in principe vliegen maar doen dit vrijwel nooit; de kakkerlak zal altijd proberen weg te rennen of zich op de grond laten vallen om te vluchten. Andere soorten kakkerlakken zijn betere vliegers, maar geen enkele kakkerlak is aan te merken als een behendige vlieger zoals zweefvliegen en libellen.

### Achterlijf

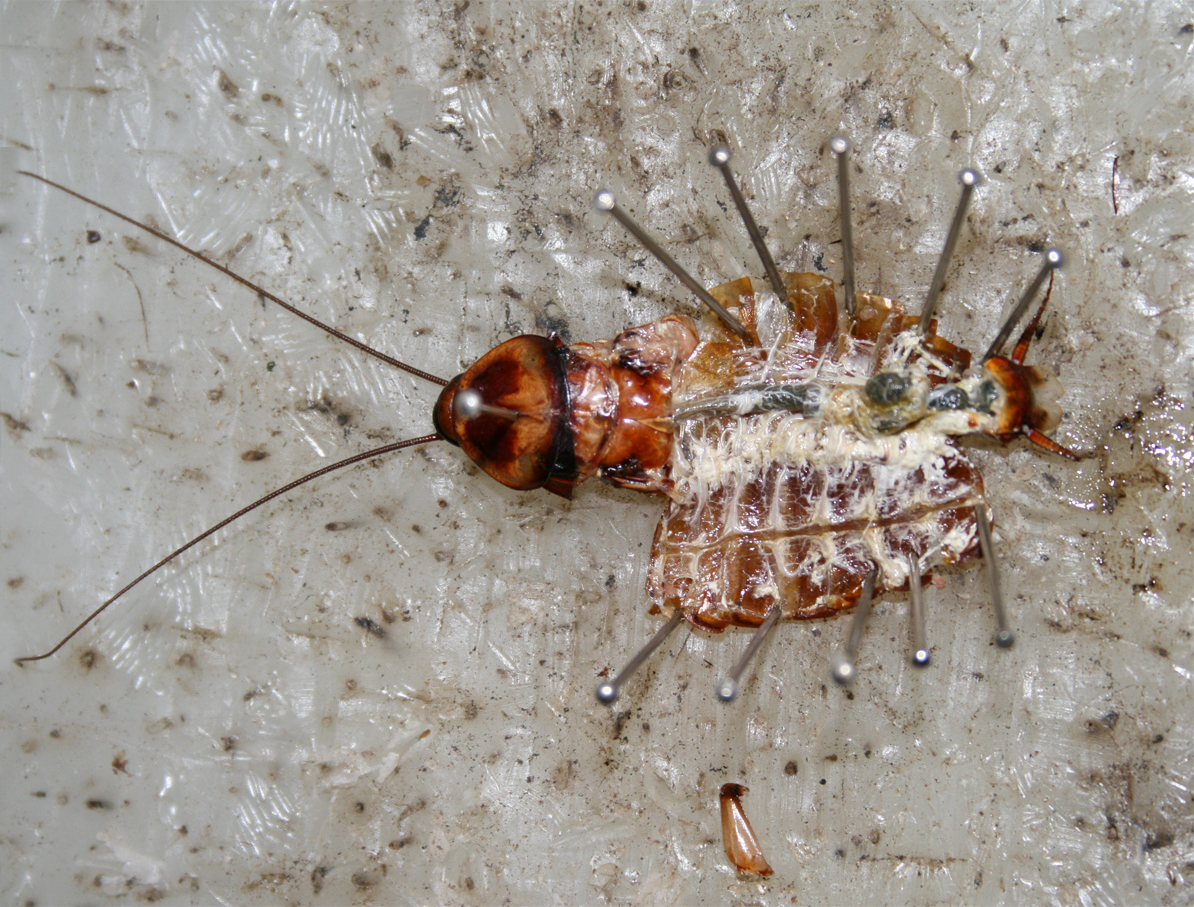
Vivisectie van een Amerikaanse kakkerlak

Het achterlijf van de Amerikaanse kakkerlak is volledig door de vleugels bedekt en wordt hierdoor aan het oog onttrokken. Alleen aan weerszijden is een deel van het achterlijf door de half transparante vleugels zichtbaar. Het achterlijf bevat alle belangrijke organen zoals het spijsverteringsorganen en de geslachtsorganen. Het achterlijf is duidelijk gesegmenteerd, het wordt beschermd door platen aan zowel de rug- als de buikzijde. De buikplaten worden de sternieten genoemd en de rugplaten de tergieten. De sternieten en tergieten worden om ze als zodanig aan te kunnen geven van voor naar achteren genummerd. Het voorste deel is het eerste deel, het achterliggende het tweede enzovoort.
De achterzijde van het achterlijf wordt de achterlijfspunt genoemd en draagt twee zachte, langwerpige structuren die de achterlijfsaanhangsels of cerci worden genoemd. Ze zijn relatief lang en kegelvormig; de basis is veel breder dan de punt. De cerci steken zijwaarts onder de vleugels uit en hebben een belangrijke functie als tastorgaan, ze zijn bij mannetjes langer in vergelijking met de cerci van vrouwtjes. De cerci van vrouwtjes bestaan altijd uit 13 of 14 segmenten. De cerci bestaan bij mannetjes uit meer segmenten, 18 of 19. De cerci zijn belangrijke zintuiglijke organen, ze zijn direct verbonden met het centrale zenuwstelsel.
Bij de mannetjes zijn tussen de cerci gepaarde aanhangsels gelegen die staafvormig zijn en de styli worden genoemd. De styli komen bij alle nimfen voor -mannelijk of vrouwelijk- maar verdwijnen bij vrouwtjes als ze voor de laatste maal vervellen en volwassen zijn. De styli van de mannetjes hebben een met de antennen vergelijkbare functie en kunnen geuren waarnemen.

## Onderscheid met andere soorten

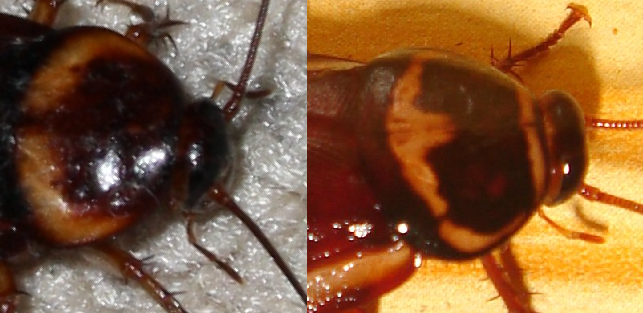
Vergelijking met de Australische kakkerlak (rechts)

De Amerikaanse kakkerlak is van de meeste kakkerlakken eenvoudig te onderscheiden vanwege de donkerrode kleur en de relatief grote lichaamslengte. Andere kakkerlakken blijven vrijwel altijd aanzienlijk kleiner en hebben andere kleuren, zoals de groene Cubaanse kakkerlak en de zwarte oosterse kakkerlak.
Het onderscheid met soorten die tot het geslacht Periplaneta behoren is echter lastiger. Met name de soort Periplaneta brunnea is zeer moeilijk te onderscheiden. Deze soort heeft eenzelfde lichaamskleur, maar het halsschild is lichter. Ook zijn de kleuren op het halsschild iets anders door de aanwezigheid van een lichtere lengtestreep op het midden, die bij de Amerikaanse kakkerlak minder geprononceerd is.
De Duitse kakkerlak komt veel algemener voor in België en Nederland en leeft onder andere in keukens van woningen, bakkerijen, restaurants en in overdekte zwembaden. De Duitse kakkerlak blijft aanmerkelijk kleiner dan de Amerikaanse kakkerlak en bereikt een lichaamslengte zonder antennes van 11 tot 13 millimeter. Ook andere kakkerlakken die wel in huizen voorkomen, zoals de 19 tot 25 mm lange oosterse kakkerlak, kunnen in veel kleinere kiertjes leven en zich beter kunnen verstoppen dan de bijna vier centimeter lange Amerikaanse kakkerlak.
Een andere soort die in verschillende werelddelen voorkomt is de Australische kakkerlak (Periplaneta australasiae). Deze soort is nauwelijks te onderscheiden van de sterk gelijkende Periplaneta aboriginea, maar deze twee soorten zijn wel goed te onderscheiden van de Amerikaanse kakkerlak. Het halsschild van beide soorten is donkerder en de gele markeringen aan de achterzijde van het halsschild zijn juist lichter en daardoor meer geprononceerd. In het midden van de gele halsschildrand aan de achterzijde is een uitstulping naar de voorzijde aanwezig en ook de voorzijde van het halsschild is voorzien van een gele dwarsstreep. De zijkanten van de voorzijde van de vleugels zijn eveneens geel gekleurd, wat bij de Amerikaanse kakkerlak ontbreekt. De volwassen exemplaren worden tot 30 millimeter lang en blijven hiermee aanzienlijk kleiner. De juvenielen of nimfen van de Australische kakkerlak zijn duidelijk te herkennen aan de donkerbruine kleur met afstekende gele vlekken aan weerszijden van het lichaam. De Australische kakkerlak verschilt ook in levenswijze; de soort is niet zo goed bestand tegen droogte. In tegenstelling tot de Amerikaanse kakkerlak kan de Australische kakkerlak leven van een grotendeels vegetarisch dieet.
Een andere kakkerlak die verwant is en tot het geslacht Periplaneta behoort is Periplaneta fuliginosa, die in tegenstelling tot eerder genoemde soorten wel in één oogopslag te herkennen is. De lichaamslengte is tot 37 mm en de vleugels van deze soort zijn veel donkerder van kleur. Het halsschild is zeer donkerbruin tot diepzwart, gele markeringen ontbreken. Van Periplaneta fuliginosa is bekend dat de kakkerlak zeer slecht tegen droogte kan en alleen in permanent vochtige omgevingen kan overleven.

## Levenswijze

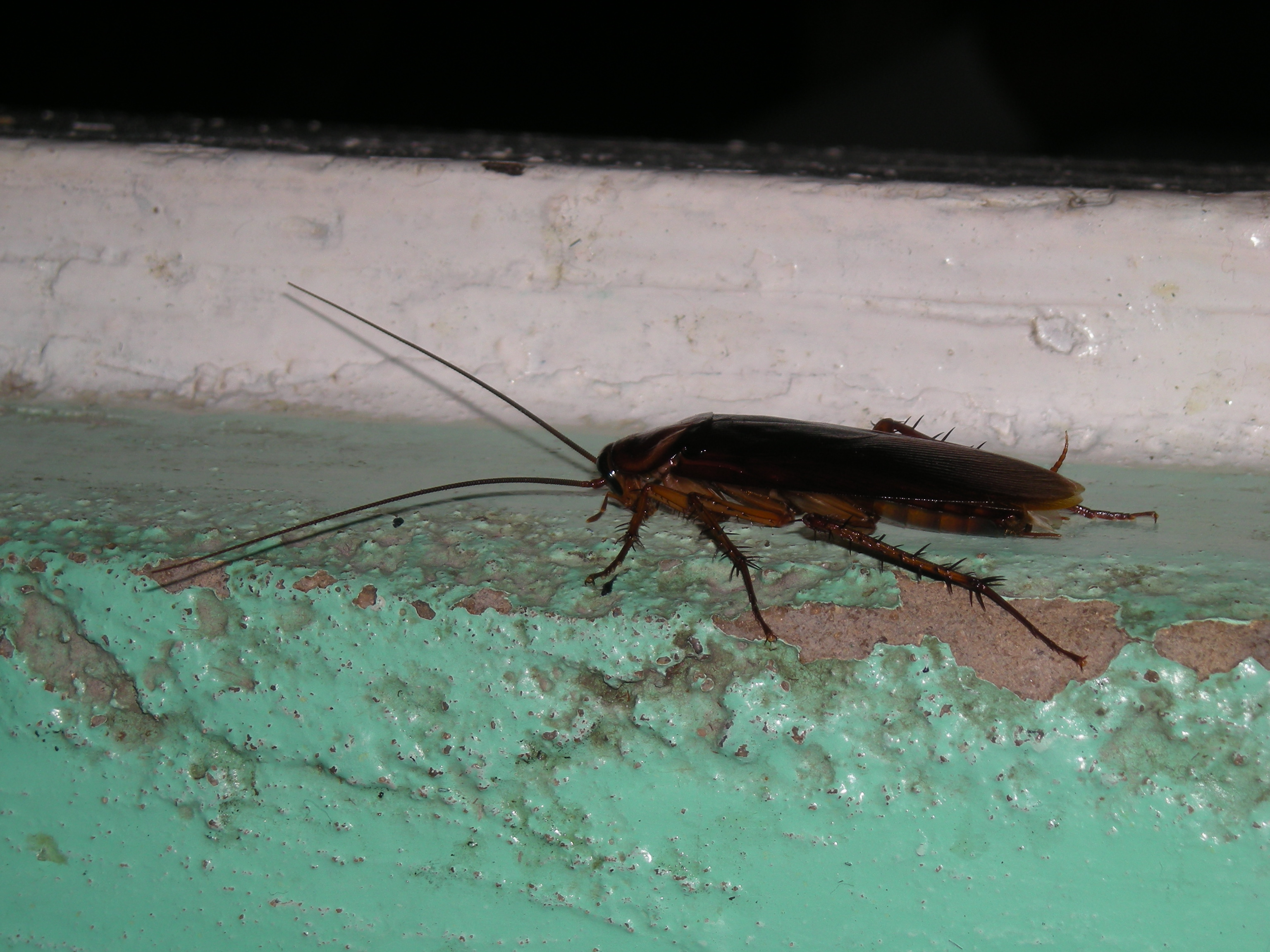
De Amerikaanse kakkerlak is nachtactief.

De Amerikaanse kakkerlak is net als veel andere kakkerlakken een nachtdier dat zich overdag terugtrekt en 's nachts foerageert. Deze aangepaste levenswijze dient om vijanden zo veel mogelijk te ontlopen en wordt in de biologie wel lichtschuw of fotonegatief genoemd. De Amerikaanse kakkerlak leeft op permanent donkere plaatsen, de kakkerlak houdt zich overdag schuil en komt in de regel alleen 's nachts tevoorschijn. Alleen bij voedselschaarste wordt ook overdag naar voedsel gezocht, zelfs in direct zonlicht. De kakkerlak reageert niet op een plotselinge confrontatie met een lichtbron. Als de kakkerlak zich in een donkere ruimte in een huis bevindt en de bewoner plotseling het licht aandoet treedt een vluchtreactie op zodat het lijkt alsof de kakkerlak een hekel heeft aan het licht. In de praktijk echter is het niet het licht dat het vluchtgedrag veroorzaakt, maar de luchtwervelingen en de trillingen die veroorzaakt worden door de naderende bewoner.
De Amerikaanse kakkerlak is in vergelijking met andere kakkerlakken een sociaal ingesteld insect. Net als andere insecten kent de Amerikaanse kakkerlak vormen van communicatie die dienen het andere geslacht te lokken. De kakkerlak kent verder gedragingen die alleen te verklaren zijn als ze een bepaalde sociale functie hebben. De kakkerlak kan waarschuwingsgeuren afscheiden door geurklieren aan de buikzijde, die andere kakkerlakken alarmeren. Ook kan de kakkerlak alarmerende geluiden maken door met de vleugels te trillen. Ook de poten kunnen worden gebruikt om soortgenoten te waarschuwen. Hierbij worden stekelige sporen aan de schenen tegen de ondergrond gesleept wat trillingen veroorzaakt. Kakkerlakken hebben organen in de scheen die trillingen kunnen waarnemen. De Amerikaanse kakkerlak kan in grote groepen worden aangetroffen, maar is geen kolonievormend insect zoals mieren en wespen.

### Voedsel

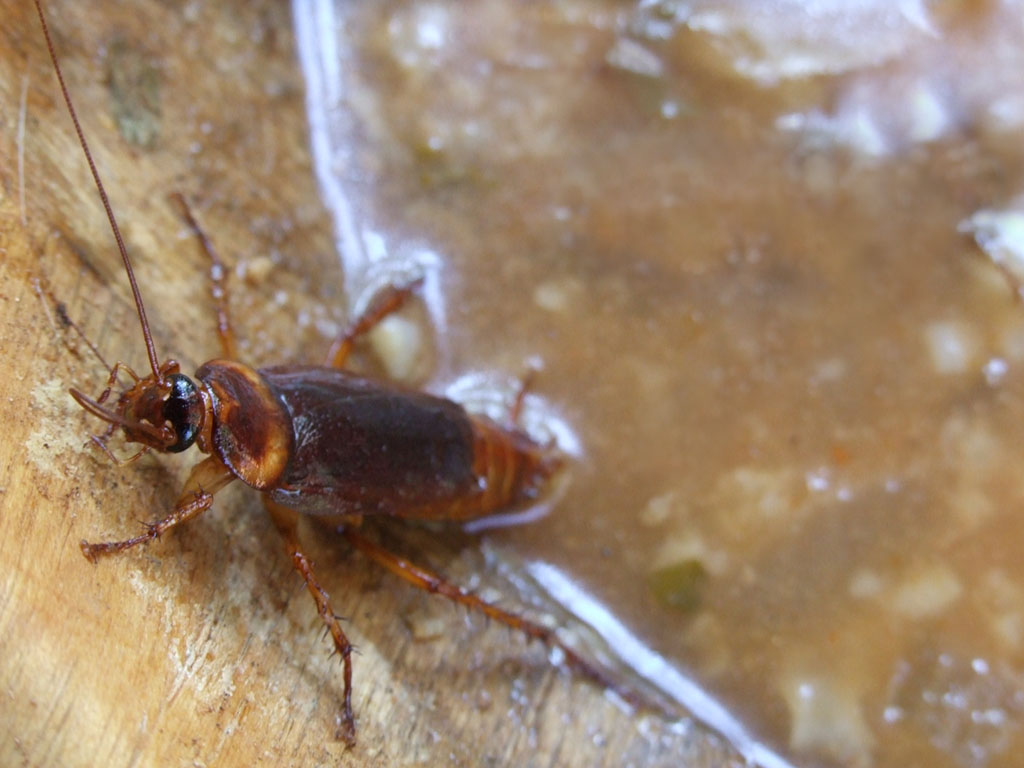
De Amerikaanse kakkerlak is een alleseter, dit exemplaar is in de soep terechtgekomen.

Het insect is een alleseter die zich voedt met organisch materiaal. De kakkerlak is hierbij niet kieskeurig en zowel dierlijke als plantaardige kost staan op het menu. Ook rottende organische substanties zijn geschikt als voedsel en de Amerikaanse kakkerlak heeft een voorkeur voor gefermenteerd voedsel. In vergelijking met andere kakkerlakken is er een grotere voorkeur voor vlees, de Amerikaanse kakkerlak staat ook bekend als een kannibalistische soort die het opeten van kleinere soortgenoten niet schuwt.
Er zijn maar weinig organische stoffen die de kakkerlak niet eet. Op het menu staan onder andere bladeren, boomschors, fruit, vlees, vis en andere (levende of dode) insecten. Daarnaast kan de kakkerlak leven van vrijwel elk soort voedsel dat door de mens wordt geconsumeerd, en zelfs stoffen als inkt en zeep zijn geschikt.
De Amerikaanse kakkerlak eet onder andere cellulosehoudende stoffen, maar kan zelf geen cellulosevezels verteren. In de darmen van de Amerikaanse kakkerlak leven echter eencellige trilhaardiertjes die dit wel kunnen. In de darmen zijn populaties van de soort Nyctotherus ovalis aanwezig die cellulose omzetten in verteerbare stoffen waarbij een deel wordt omgezet in methaan. De activiteit van de eencelligen neemt toe naarmate het menu van de kakkerlak meer cellulose bevat. Deze symbiotische relatie tussen de kakkerlak en de eencellige stellen het insect in staat uiteenlopende houtige voedselbronnen te eten, die voor andere insecten onverteerbaar zijn.
De Amerikaanse kakkerlak is een erg bestendige soort die twee tot drie maanden zonder voedsel kan leven en tot een maand zonder water kan.

### Voortplanting en ontwikkeling
Kakkerlakken zijn zoals de meeste insecten eierleggend. Kakkerlakken kennen een onvolledige gedaanteverwisseling, de jonge exemplaren worden nimfen genoemd. De nimfen lijken al op de ouderdieren en groeien in stapjes.
Andere insecten, zoals kevers en vlinders, hebben een wormachtig uiterlijk in het juveniele stadium dat middels vervellingen steeds groter wordt en na het laatste stadium vindt de verpopping plaats. In de pop wordt het lichaam van het insect in één keer omgebouwd naar het volwassen insect wat een drastische verandering tot gevolg heeft. Deze vorm van ontwikkeling wordt volledige gedaanteverwisseling genoemd.
De vrouwtjes produceren een vluchtige organische verbinding die een sterke aantrekkingskracht heeft op de mannetjes. Dergelijke seksuele lokstoffen van insecten worden wel feromonen genoemd. Feromonen zijn soortspecifiek, zodat de vrouwtjes geen mannetjes van de verkeerde soort aantrekken. Feromonen zijn chemisch gezien erg complex, het feromoon van de Amerikaanse kakkerlak wordt periplanone B genoemd en is vooral werkzaam op korte afstand.  Het feromoon wordt soms verwerkt in insecticiden om de werking ervan te bevorderen. Vanwege de sterk aantrekkende werking op mannelijke kakkerlakken is in een lokaas slechts een zeer kleine hoeveelheid benodigd, minder dan een microgram per dosis.

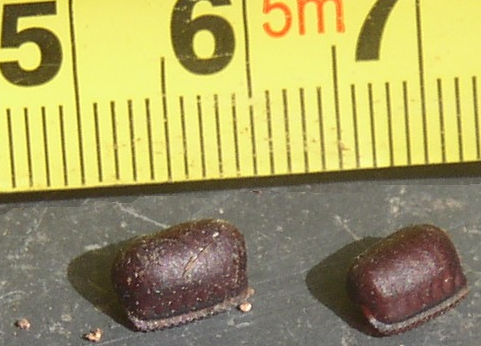
Eicapsules van de Amerikaanse kakkerlak

Als een koppeltje elkaar gevonden heeft vindt de paring plaats, hierbij zijn het mannetje en het vrouwtje met de achterlijfspunten verbonden. Het mannetje klimt niet op het vrouwtje zoals bij veel andere insecten als kevers het geval is. Tijdens de paring staan de koppen van de kakkerlakken van elkaar af. Enige tijd na de paring zet het vrouwtje haar eitjes af in een capsule welke bestaat uit een zak-achtige structuur die met een dun laagje chitine omhuld is. De eiercapsule wordt ook wel oötheek genoemd en beschermt de eieren tegen uitdroging. De meeste andere insecten zetten de eieren een voor een af maar bij kakkerlakken is een eiercapsule gebruikelijk.
Een vrouwtje zet de oötheek niet direct af, deze wordt enige tijd meegedragen waarbij de capsule uit het achterlijf van het vrouwtje steekt en duidelijk zichtbaar is. Een verse eicapsule is wit van kleur en zacht, later kleurt de capsule donkerder en hard het oppervlak uit. Als de eicapsule is afgezet, is deze ongeveer 8 millimeter lang en 5 mm hoog. Een capsule bevat meestal 16 eitjes die gelegen zijn in twee rijen van acht, het aantal kan iets variëren. In totaal kan een vrouwtje 15 tot 90 eipaketten afzetten gedurende haar leven, en produceert zo'n 800 nakomelingen.
De eicapsule wordt niet zomaar ergens achtergelaten zoals bij andere kakkerlakken het geval is. Het vrouwtje graaft een holletje of zoekt een vochtige, goed beschutte plaats op. Hierin wordt de capsule gedeponeerd, waarna het vrouwtje deze bedekt met bodemmateriaal om de eieren te verbergen en te beschermen. Het materiaal wordt vastgekit met een lijmachtig goedje dat afkomstig is uit klieren bij de kop. In het ei ontwikkelt zich het embryonale stadium van de kakkerlak. In dit stadium zijn de jonge kakkerlakken wormachtig en pootloos. De lengte van het eistadium is afhankelijk van de omgevingstemperatuur en de luchtvochtigheid en varieert van 29 tot 58 dagen. Bij kamertemperatuur komen de eieren na ongeveer 50 tot 55 dagen uit. In een droge omgeving drogen de eieren uit en sterven de jongen. Als de jongen uit het ei kruipen zijn ze slechts enkele millimeters lang en hebben een lichtere kleur. Pas na een aantal vervellingen krijgen ze de roodbruine kleur van de volwassen dieren.
De nimf groeit in stapjes, de verschillende stadia worden de instars genoemd. Ieder stadium wordt afgesloten door een vervelling of ecdysis, waarna het volgende stadium aanbreekt. Bij iedere vervelling werpt de nimf zijn exoskelet af. Het reeds gevormde nieuwe exoskelet is de eerste tijd nog zacht waardoor de nimf kan groeien. Direct na een vervelling is een kakkerlak wit van kleur, na enige tijd vormen zich de pigmenten. Pas enige tijd na de vervelling -afhankelijk van temperatuur en vochtigheid- is het nieuwe pantser volledig uitgehard. De nimf is tot dit moment erg kwetsbaar en moet oppassen niet door soortgenoten te worden opgegeten, de nimf trekt zich vlak voor een vervelling vaak terug op een beschutte plaats. Nimfen hebben nog geen vleugels en geen ontwikkelde geslachtsorganen. De vleugels ontwikkelen zich in kleine flapjes aan de bovenzijde, deze structuren zijn vanaf het derde of vierde nimfstadium zichtbaar.
Het aantal juveniele stadia kan variëren van zes tot veertien. De ontwikkelingsduur van pasgeboren nimf naar volwassen insect is dan ook sterk afhankelijk van de leefomstandigheden. Bij ideale omstandigheden is de nimf na ongeveer 5,5 maanden volgroeid maar dit kan oplopen tot een jaar en ruim acht maanden. Uit onderzoek blijkt dat het aantal vervellingen toeneemt al de nimf beschadigd raakt, bijvoorbeeld als de antennes verloren gaan. Eenmaal volwassen is het lichaam volgroeid en vervelt de kakkerlak niet meer. De volwassen exemplaren leven ongeveer een jaar tot anderhalf jaar, de vrouwtjes leven iets langer dan de mannetjes. In uitzonderlijke gevallen kan de volwassen kakkerlak meer dan vier jaar oud worden.

### Vijanden

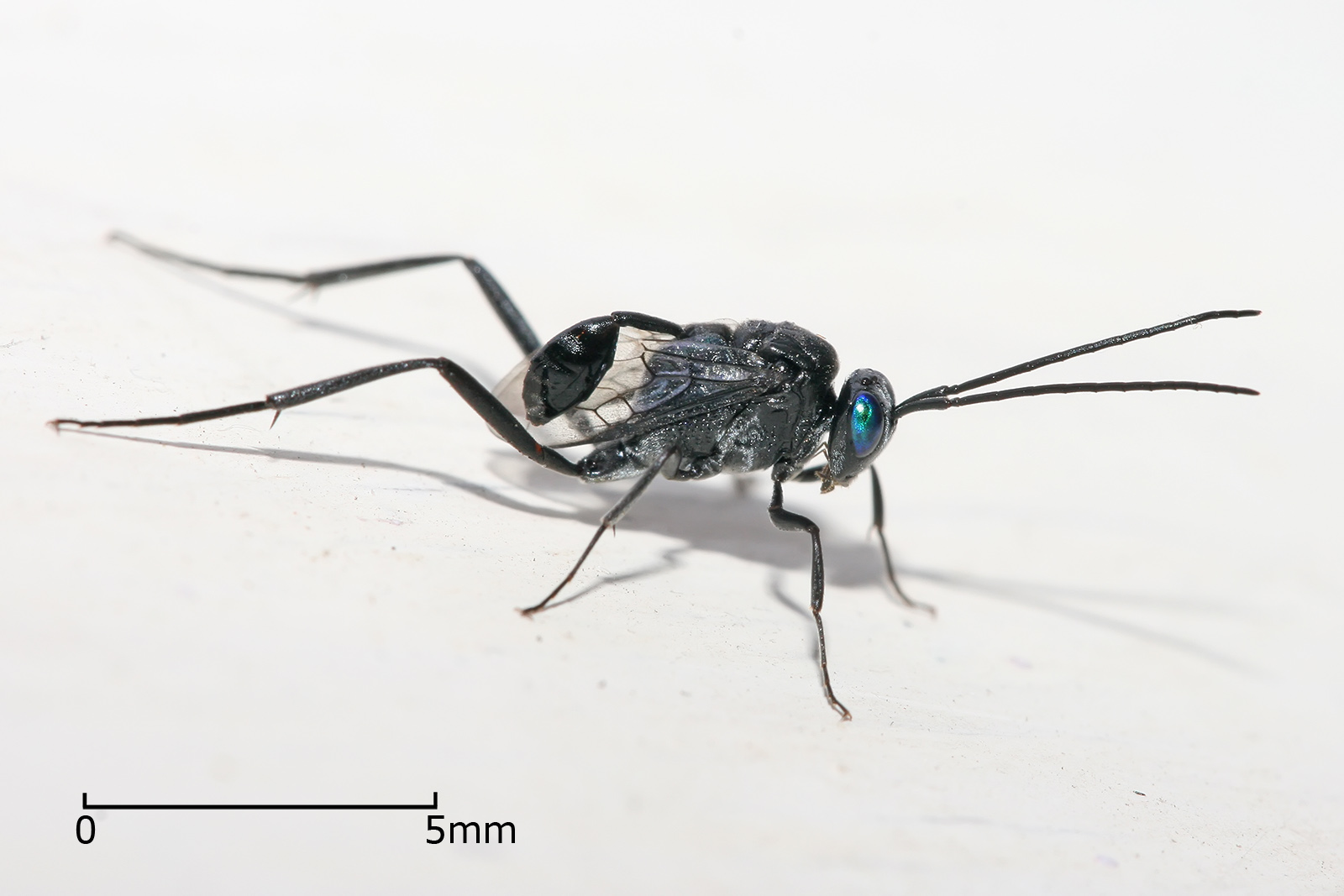
De sluipwesp Evania appendigaster parasiteert op de Amerikaanse kakkerlak.

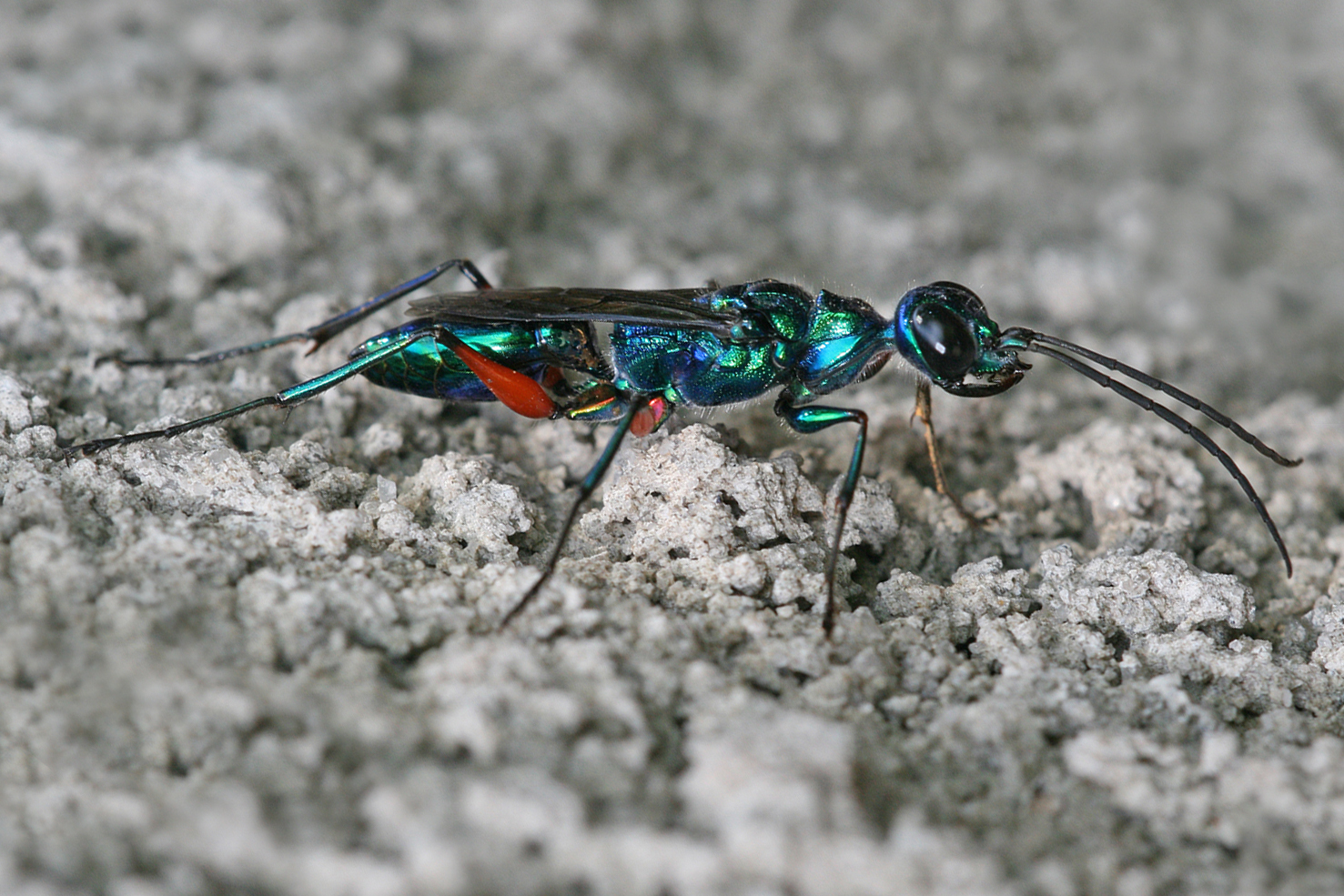
Ampulex compressa jaagt op de kakkerlak en de nimfen.

De Amerikaanse kakkerlak valt ten prooi aan een groot aantal dieren. Omdat het insect wereldwijd voorkomt zijn de specifieke vijanden afhankelijk van de locatie. In het natuurlijke verspreidingsgebied wordt de Amerikaanse kakkerlak vooral gegeten door verschillende gespecialiseerde soorten die zich op de kakkerlak hebben aangepast. Deze vijanden jagen slechts op enkele soorten kakkerlakken en laten andere soorten kakkerlakken en alle andere groepen insecten met rust. Voorbeelden van dergelijke vijanden zijn enkele vliesvleugelige insecten uit de groep van de sluipwespen, zoals Evania appendigaster en Aprostocetus hagenowii. Deze insecten sporen de eierpakketten op en zetten hierin hun eieren af wat het legsel van de kakkerlak uiteindelijk vernietigd. De volwassen kakkerlakken en de nimfen worden door deze wespen met rust gelaten.
Aprostocetus hagenowii is een zeer kleine wesp die ongeveer drie millimeter lang wordt. Het lichaam is zwart van kleur, de poten zijn geel en de ogen zijn donkerrood. De vrouwtjes steken hun dolk-achtige legbuis in een eipakket van de kakkerlak waarna ze haar eitjes afzet. Een vrouwtje verdeelt haar eitjes in één of twee eipaketten. De larven van de wesp zijn klein, wit en wormachtig en ontwikkelen zich binnenin het eipakket. Aan de buitenzijde is niet te zien of een eipakket al dan niet wespenlarven bevat, maar aan de binnenzijde vindt een doodsstrijd plaats waarbij de wespenlarven alle eieren van de kakkerlak opeten. Uiteindelijk blijft er slechts een leeg omhulsel over. Als de wespenlarven zich volledig hebben ontwikkeld vindt de verpopping plaats, eveneens binnenin het eipakket. Als de wespen uit hun pop kruipen verlaten ze het eipakket, waarbij alle exemplaren door hetzelfde gat naar buiten vliegen. In totaal kan de wesp zo'n 60 tot 70 nakomelingen produceren in een enkele oötheek.

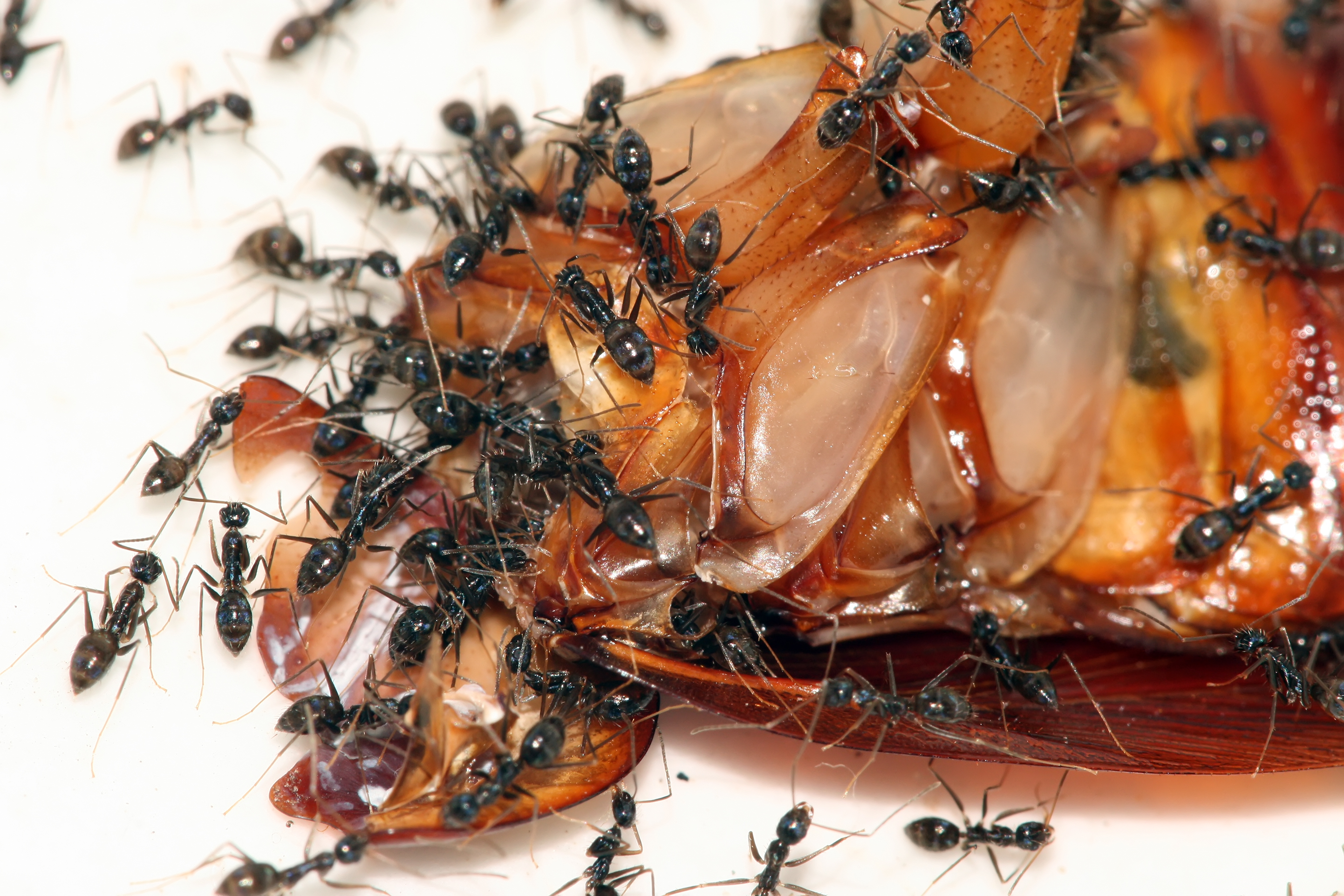
Mieren knippen de kakkerlak in stukjes.

Evania appendigaster kent een vergelijkbare voortplantingscyclus, maar er zijn enige verschillen. Evania appendigaster wordt groter tot 15 millimeter en kan een voorvleugellengte bereiken tot 7 millimeter. De vrouwtjes zetten slechts één ei af per eipakket en geen tientallen eitjes zoals Aprostocetus hagenowii. De larve eet alle eitjes op en groeit snel en kan hierdoor veel groter worden. De larve bereikt een maximale lichaamslengte tot acht millimeter voordat de verpopping plaatsvindt. De volwassen kakkerlak wordt weliswaar niet gedood door de wespen maar door het vernietigen van de eipaketten wordt voorkomen dat de kakkerlak zich snel kan voortplanten. De genoemde sluipwespen komen net als de kakkerlak vrijwel wereldwijd voor. Ze hebben zichzelf echter niet altijd langs de natuurlijke weg verspreid maar worden door de mens gekweekt en bewust uitgezet teneinde de Amerikaanse kakkerlak op biologische wijze te bestrijden.
De sluipwesp Ampulex compressa jaagt niet op de eipaketten maar op de nimfen en de volwassen exemplaren van verschillende soorten kakkerlakken waaronder de Amerikaanse kakkerlak. Deze wesp is een voorbeeld van een natuurlijke vijand die wel is geïntroduceerd in andere gebieden, zoals Hawaï, maar deze introducties zijn nooit succesvol geweest. De manier waarop de wesp een kakkerlak te gronde richt is zeer opmerkelijk. De vrouwelijke wesp zet haar eitjes af in de kakkerlak waarna de larven de kakkerlak van binnenuit opeten. Voorgaand aan de afzet van de eitjes wordt eerst een holletje gegraven door de wesp en vervolgens een kakkerlak opgespoord om een ei in te leggen. De kakkerlak wordt met de angelachtige legbuis eerst verdoofd en vervolgens met een andere substantie ingespoten die het vluchtreflex uitschakelt. De kakkerlak kan nog wel lopen, en de wesp stuurt de kakkerlak door een van de antennes vast te houden het holletje in waarna het ei wordt afgezet.
Buiten het natuurlijke verspreidingsgebied, wat vrijwel de gehele wereld betreft, wordt de kakkerlak door een breed scala aan insecteneters gegeten. Het kan gaan om de meest uiteenlopende dieren, zoals zoogdieren, vogels, reptielen, amfibieën en andere ongewervelden. Uit Amerikaans onderzoek blijkt dat verschillende dieren die leven in de Verenigde Staten de kakkerlak op het menu hebben staan. Voorbeelden van beschreven predatoren van de Amerikaanse kakkerlak in de Verenigde Staten zijn onder andere verschillende vogels zoals kraaien, kippen en mussen, kleine zoogdieren als mangoesten, ratten, katten en opossums, amfibieën zoals kikkers (agapad, Amerikaanse boomkikker) en reptielen zoals hagedissen (Anolis cristatellus, Ameiva exsul). Daarnaast valt de Amerikaanse kakkerlak ten prooi aan talloze andere ongewervelde dieren zoals spinnen, duizendpotigen en ten slotte aan insecten zoals bidsprinkhanen, wespen, loopkevers (Morion simplex), mieren en roofwantsen (Spiniger domesticus).

## Amerikaanse kakkerlak en mensen
De Amerikaanse kakkerlak is een veelgebruikt modelorganisme vanwege de relatieve grootte en eenvoudige eisen met betrekking tot voortplanting en ontwikkeling. Veel biologische processen zijn tot in detail beschreven, zoals de anatomie en de verschillende componenten van de lokstoffen om een partner te vinden.
In sommige landen worden kakkerlakken gegeten als snack, zoals in Australië, China en Japan. De Amerikaanse kakkerlak is net als andere Periplaneta-soorten populairder dan andere kakkerlakken vanwege de relatieve grootte.
Het eten van kakkerlakken is in een aantal landen een onderdeel van een traditionele medicatie. In Brazilië bijvoorbeeld wordt de Amerikaanse kakkerlak als medicijn gebruikt om de symptomen van astma te bestrijden. De kakkerlak wordt hiertoe eerst geroosterd en vervolgens wordt er thee uit getrokken die men driemaal daags dient te drinken.

### Plaaginsect

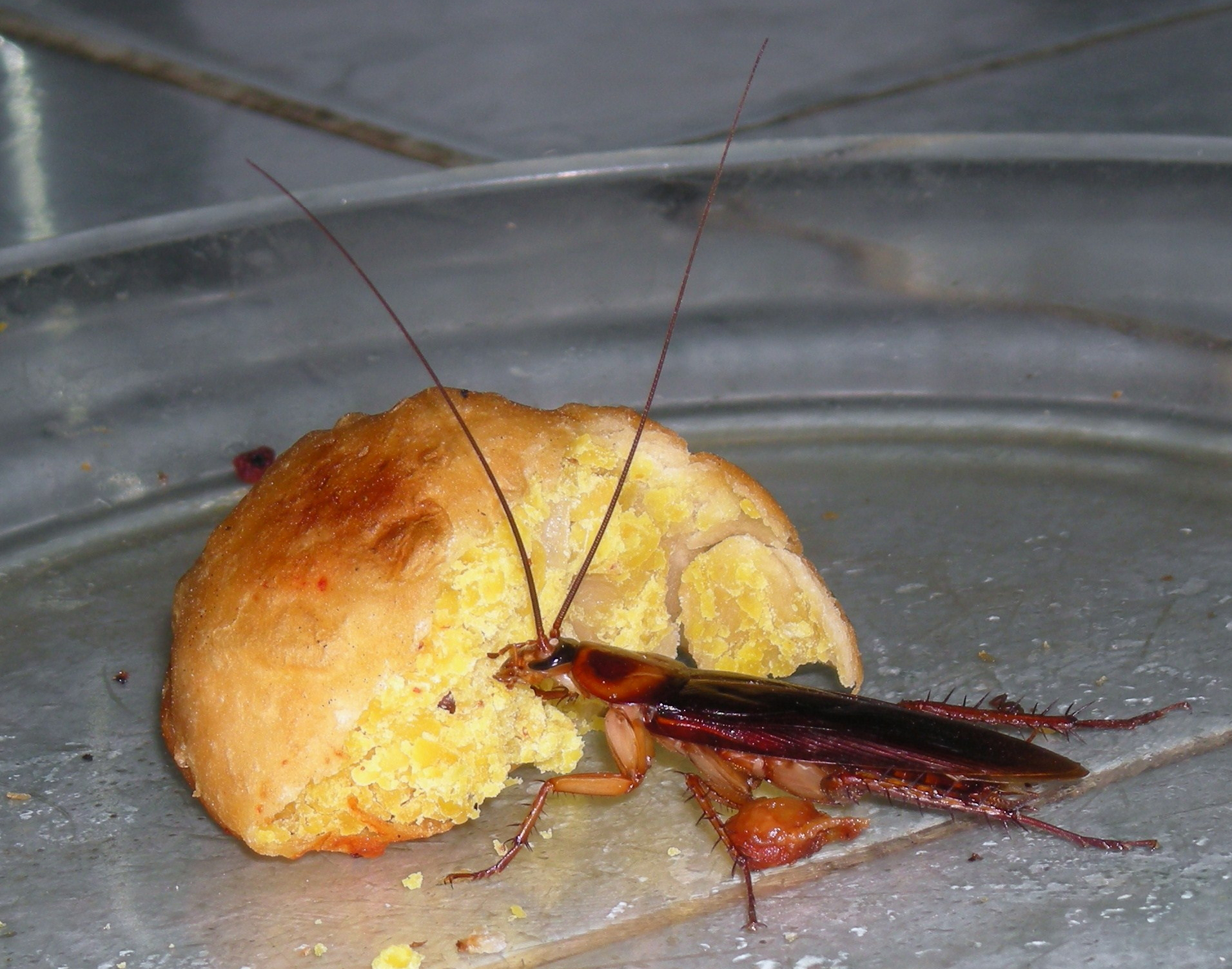
De Amerikaanse kakkerlak eet zowel verse voedingsmiddelen als rottend voedsel en kan het zo besmetten.

De Amerikaanse kakkerlak staat voornamelijk bekend als een belangrijk plaaginsect. Voor sommige dieren is de aanwezigheid van de kakkerlak direct gevaarlijk omdat het insect ziektes verspreidt. De Amerikaanse kakkerlak is een drager van de parasitaire worm Gongylonema neoplasticum. Bij ratten bevordert een infectie met Gongylonema neoplasticum de vorming van tumoren op de tong en in de maag.
De Amerikaanse kakkerlak vormt geen direct gevaar voor de mens; het insect is geen verspreider van vectorziektes zoals malaria. Kakkerlakken zijn nooit giftig en kunnen daarnaast niet steken of bijten. De kakkerlak zoekt ten slotte het menselijk lichaam niet op, in tegenstelling tot teken, wantsen en muggen. De kakkerlak is echter wel een verspreider van verschillende micro-organismen die zijn aan te wijzen als ziekteverwekkers of voedsel snel kunnen bederven. Voorbeelden van dergelijke organismen zijn schimmels, bacteriën, sommige virussen en protozoën. Uit een onderzoek werden 22 verschillende soorten ziekteverwekkers aangetroffen op de Amerikaanse kakkerlak die tot de micro-organismen behoren en daarnaast werden vijf verschillende soorten parasitaire wormen gevonden.
De aanwezigheid van de Amerikaanse kakkerlak kan allergische reacties veroorzaken en dergelijke reacties versterken bij atopie- en astmapatiënten. Van alle astmapatiënten reageert meer dan de helft allergisch op kakkerlakken. De reactie wordt veroorzaakt door bepaalde proteïnen die aanwezig zijn in het lichaam, de fecaliën en het speeksel van de kakkerlak. De antistof immunoglobuline E, die in de slijmvliezen aanwezig is, produceert bij contaminatie de neurotransmitter histamine dat de eigenlijke allergische reactie veroorzaakt. De klachten doen zich voor als de pathogenen in de lucht terechtkomen, bijvoorbeeld door het poetsen of stofzuigen van een besmet oppervlak. Ook van andere soorten kakkerlakken is bekend dat ze bij de mens allergische reacties kunnen opwekken, zoals de Duitse kakkerlak.

### Voorkomen
De Amerikaanse kakkerlak kan het best worden geweerd want als de soort zich eenmaal heeft gevestigd is het niet eenvoudig om er vanaf te komen. Het is een warmteminnende soort die in tropische landen de meest voorkomende kakkerlak is die in huizen van mensen leeft.
De Amerikaanse kakkerlak houdt zich schuil in kieren en spleten. In de natuurlijke habitat bestaan deze uit scheuren en spleten tussen stukken hout, onder houtblokken of stenen of bladeren in de strooisellaag. In een door de mens aangepaste omgeving zoals in een keuken schuilen de dieren in alle mogelijke schuilplaatsen, zoals achter het keukenblok, tussen plinten en in kieren in de vloer.
De kakkerlak is afhankelijker van hogere temperaturen dan andere soorten kakkerlakken en is niet bestand tegen lagere temperaturen. De Amerikaanse kakkerlak geeft slechts zelden problemen in landen met een gematigd klimaat zoals westelijk Europa en vormt vooral in tropische streken een plaag. In meer gematigde landen als België en Nederland kan de kakkerlak zich alleen handhaven in permanent warme omgevingen die voldoende voedsel bieden. De kakkerlak kan onder andere worden aangetroffen in dierentuinen, supermarkten en dierenwinkels en in grootschalige voedselverwerkers zoals brouwerijen, industriële bakkerijen en diervoederfabrieken. In kassen waar planten worden geteeld, kan de kakkerlak schade veroorzaken aan orchideeën. In tropische streken is de kakkerlak ook buitenshuis te vinden, zoals in kelders, riolen, irrigatiesystemen en ondergrondse tunnels.

### Bestrijding
De Amerikaanse kakkerlak is moeilijk met de hand te vangen, ondanks zijn grootte is het een van de snelste insecten. Op vliegende insecten zoals libellen en enkele lopende soorten zandloopkevers na is de kakkerlak zelfs het snelste insect ter wereld. De Amerikaanse kakkerlak kan een snelheid bereiken van 1,5 meter per seconde, wat betekent dat het insect in één seconde bijna 40 maal de eigen lichaamslengte aflegt.
De Amerikaanse kakkerlak kan specifiek worden bestreden met verschillende insecticiden en methoden. Een veelgebruikt insecticide is rotenon, dit is een kristallijne stof die onder andere voorkomt in de wortels van verschillende planten, waaronder planten uit het geslacht Derris. In een publicatie van de plantenziektenkundige vereniging uit 1936 werd het gebruik van rotenon in combinatie met een derriswortel-extract beschreven als erg werkzaam tegen deze soort:

Periplaneta americana, de Amerikaansche kakkerlak of bakkerstor, is voor bestuiven met Derris zeer gevoelig; door behandeling met een stuifmengsel met 1% rotenon en 2,4% extract gaan de volwassen dieren reeds na een halven dag dood.

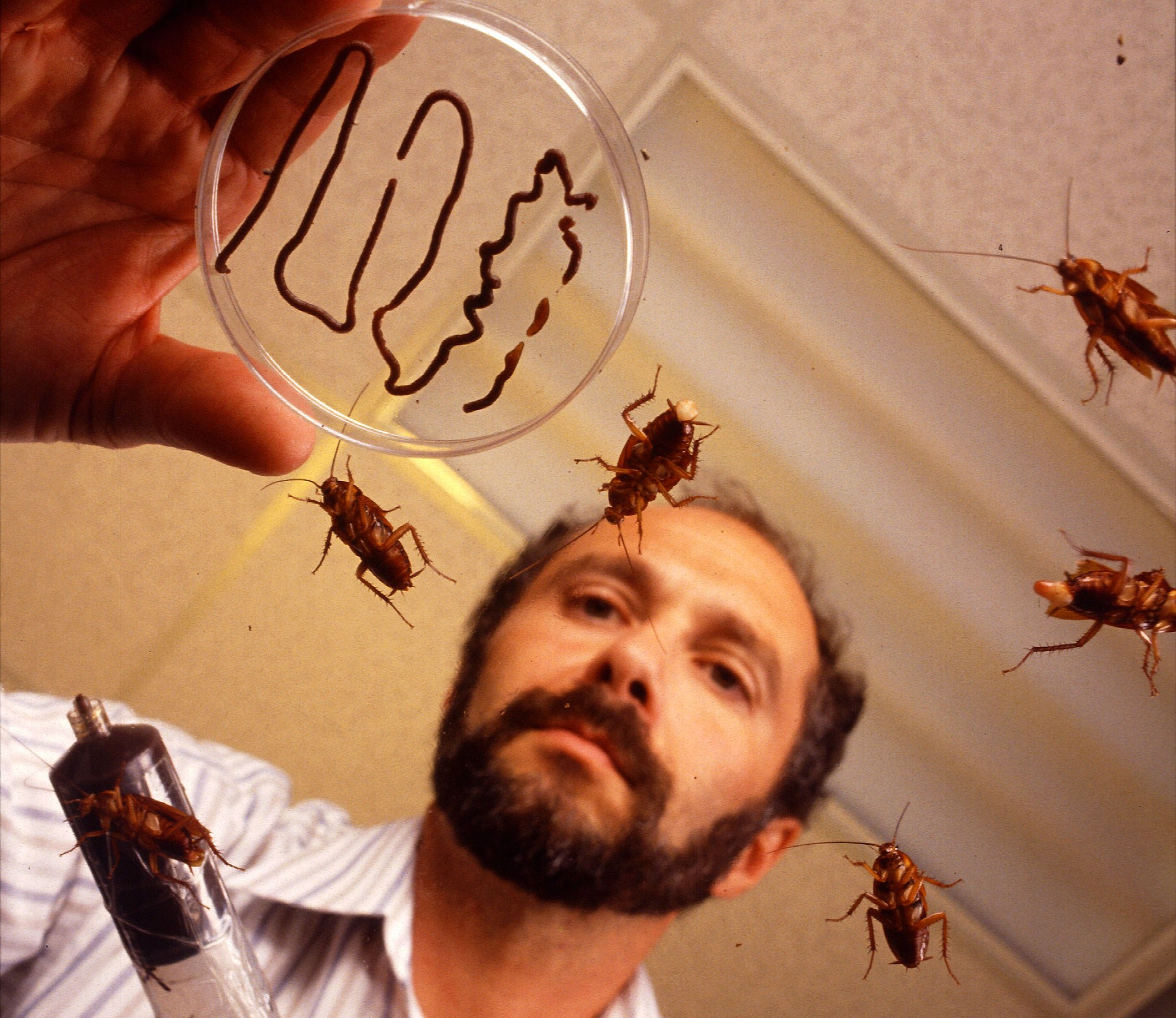
Een onderzoeker van de ARS test een lokmiddel voor de Amerikaanse kakkerlak.

Om de Amerikaanse kakkerlak op grote schaal uit te roeien, heeft men geprobeerd de natuurlijke vijanden te introduceren. Met name eierparasieten zoals sluipwespen worden commercieel gekweekt en in de handel aangeboden. Bij andere soorten kakkerlakken is de bestrijding erg effectief. De kakkerlak Supella supellectilium bijvoorbeeld werd praktisch uitgeroeid op delen van Hawaï nadat per ongeluk de sluipwesp Comperia merceti was geïntroduceerd.
Een van de werkzame stoffen die tegen kakkerlakken worden gebruikt is boorzuur. Als het in een lokmiddel wordt verwerkt en de kakkerlak het opeet tast het de spijsvertering aan wat snel fataal is. Als de kakkerlak met het poeder in aanraking komt, lost boorzuur het beschermende waslaagje op aan de buitenzijde van het lichaam. Zonder dit waslaagje droogt de kakkerlak snel uit.
Een ander insecticide dat met name voor grotere kakkerlakken wordt gebruikt, is Fipronil. Fipronil is een zenuwgif dat de spieren en zenuwen van insecten verlamt, maar geen invloed heeft op zoogdieren. De verbinding blokkeert het intercellulaire transport van chloriden en legt zo het zenuwstelsel plat. Het feit dat de zenuwuiteinden van insecten zeer gevoelig zijn en die van zoogdieren zoals huisdieren en mensen niet, maakt dat Firponil zeer giftig is voor insecten maar niet voor zoogdieren. Fipronil is zo giftig voor insecten dat het niet op grote schaal in de tuinbouw gebruikt wordt omdat het alle bijen- en hommelnesten in de wijde omtrek vernietigt. Het gebruik in lokdoosjes is wel geschikt omdat andere insecten er minder snel mee in aanraking komen. Fipronil is een langzaam werkend gif zodat de kakkerlak de kans krijgt de schuilplaats te bereiken en zo het gif meeneemt naar soortgenoten. De Amerikaanse kakkerlak heeft de gewoonte dode soortgenoten op te eten wat bij andere kakkerlakken en andere insecten veel minder voorkomt. De concentratie gif in een enkele vergiftige kakkerlak is voldoende om een hele populatie uit te roeien. Hierdoor is Fipronil erg geschikt voor de bestrijding van deze soort.
Bij een zeer grote infestatie, waarbij duizenden exemplaren in een enkele woning voorkomen, moeten ook relatief grote hoeveelheden gif worden ingezet. Het is in verband met de veiligheid van bewoners en eventuele huisdieren beter om dit uit te besteden aan professionele insectenbestrijders. Sommige vergiften zijn niet gevaarlijk voor de mens maar zijn extreem giftig voor vissen of sommige vogels zoals Fipronil. Een langdurige blootstelling aan insecticiden kan schadelijk zijn voor de gezondheid van mens en dier.

## Naamgeving en indeling

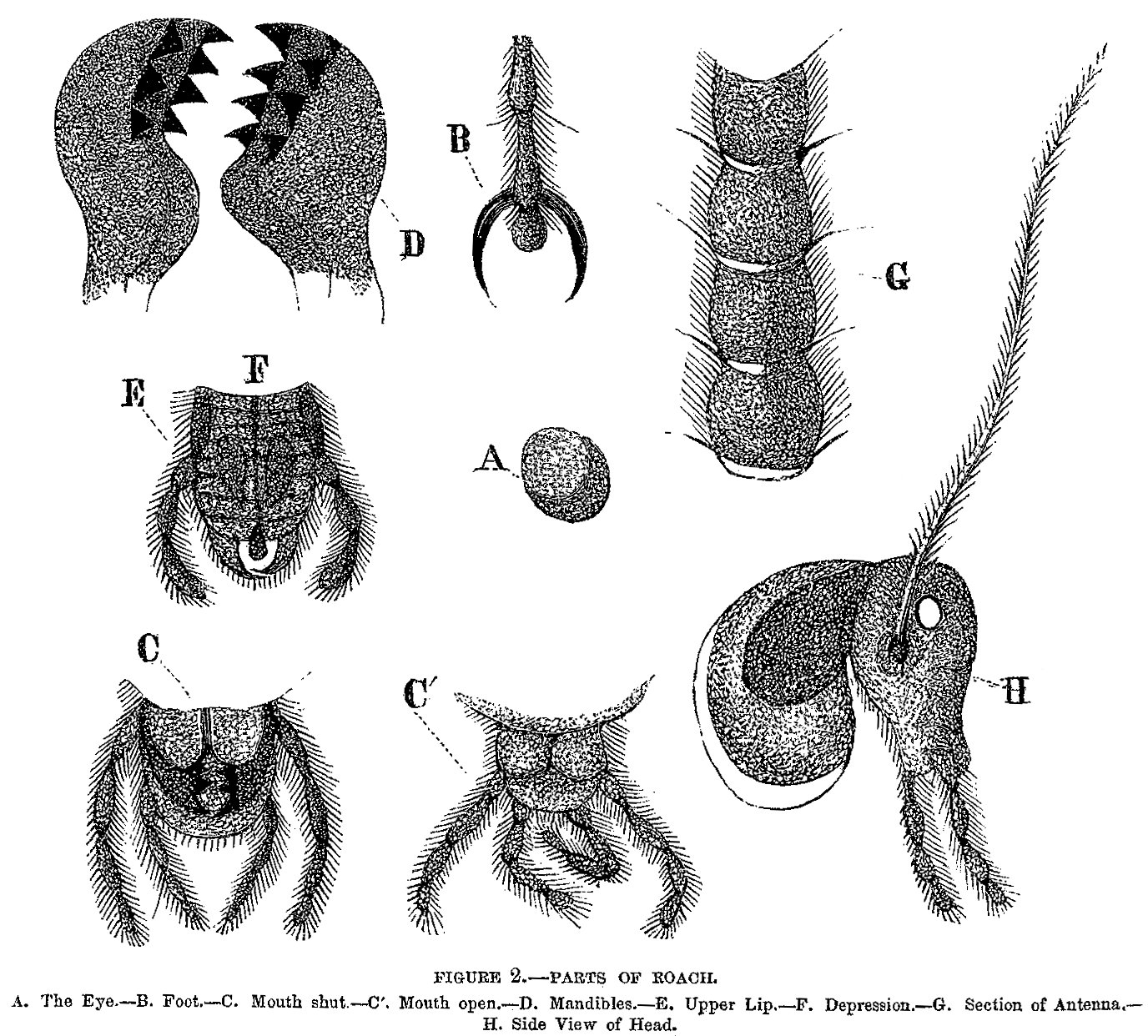
Schets van lichaamsdelen van de Amerikaanse kakkerlak, uit "Unwelcome Guests", Harper's magazine, december 1860

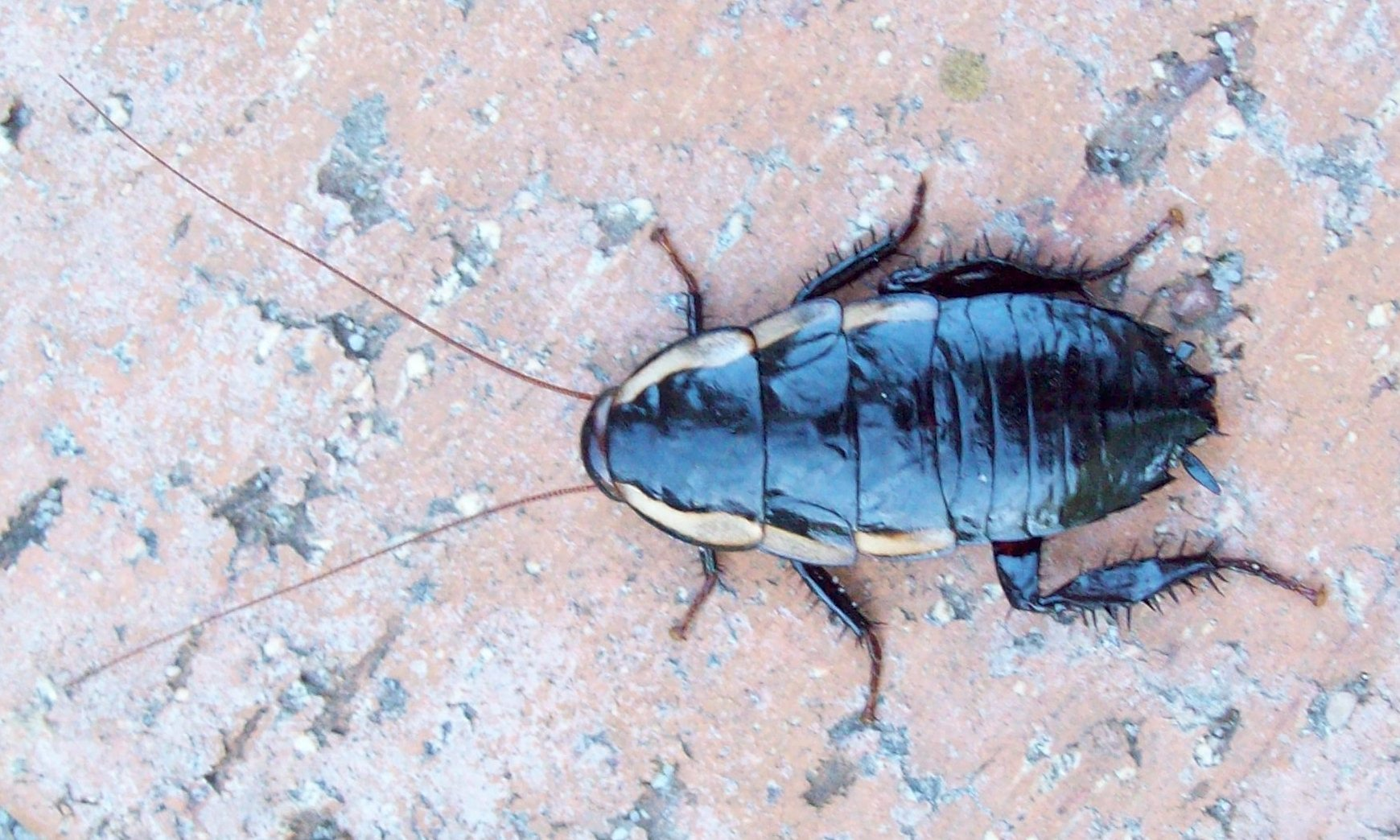
Drymaplaneta semivitta werd vroeger bij het geslacht Periplaneta ingedeeld.

De Amerikaanse kakkerlak werd vermeld door Carl Linnaeus in de tiende editie van Systema naturae uit 1758. De wetenschappelijke geslachtsnaam Periplaneta betekent 'wereldwijd' en de soortaanduiding americana betekent 'Amerikaans'. Hieraan is ook de Nederlandse naam te danken en de soortnaam in andere talen heeft een dergelijke betekenis, zoals in het Engels (American cockroach), het Duits (Amerikanische Großschabe) en het Frans (Blatte américaine). Deze soortnaam is echter enigszins misleidend want oorspronkelijk komt de kakkerlak uit Afrika. De Amerikaanse kakkerlak werd weliswaar in 1758 voor het eerst beschreven in Amerika, maar werd hier al in 1625 door de mens geïntroduceerd. Dit bleek pas later nadat het dier zijn naam al had. Ook bij andere soorten kakkerlakken die een bepaald land of gebied in de naam hebben, is deze niet goed afgeleid. Een voorbeeld is de Duitse kakkerlak (Blattella germanica, germanica betekent Duits), die net als de Amerikaanse kakkerlak oorspronkelijk uit Afrika komt.
De Amerikaanse kakkerlak behoort tot de orde kakkerlakken (Blattodea). Ook de namen Blattaria en Blattariae worden wel gebruikt voor deze groep. De moderne kakkerlakken hebben veel overeenkomsten met de oerinsecten, kakkerlakken bestaan al sinds het Carboon en de huidige soorten hebben veel gemeen met de oudste vormen van de kakkerlak. De Amerikaanse kakkerlak wordt tot de familie Blattidae gerekend, dit is de bekendste familie van kakkerlakken omdat veel van de soorten die als plaaginsect worden beschouwd tot deze groep behoren.

### Taxonomie
De indeling in groepen van de familie Blattidae wordt de taxonomie genoemd, en is net als andere insectenfamilies aan verandering onderhevig. Dit wordt veroorzaakt door een constante aanvoer van nieuwe inzichten. In het verleden gingen biologen hierbij af op uiterlijke kenmerken terwijl tegenwoordig de genetische verwantschappen worden aangehouden. De Amerikaanse kakkerlak heeft tegenwoordig Periplaneta americana als wetenschappelijke naam, maar werd aanvankelijk beschreven als Blatta americana. Het geslacht Blatta is een bekende groep van kakkerlakken waartoe onder andere de Duitse kakkerlak (Blatta germanica) behoort. Pas later werd de Amerikaanse kakkerlak tot het geslacht Periplaneta gerekend.
Andere soorten zijn meer recentelijk van naam veranderd, een voorbeeld is Drymaplaneta semivitta. Deze kakkerlak werd vroeger tot het geslacht Periplaneta gerekend, maar tegenwoordig niet meer. In de literatuur kunnen dergelijke synoniemen nog worden aangetroffen.
Onderstaand is de familie Blattidae opgenomen in een cladogram dat de verwantschappen met andere families weergeeft:
|  | Blattidae                                                   |
|  |                                                             |
|  | \| \| Blattellidae \| \| \| \| \| \| Blaberidae \| \| \| \| |
|  |                                                             |
|  | Blattellidae                                                |
|  |                                                             |
|  | Blaberidae                                                  |
|  |                                                             |

|  | Blattellidae |
|  |              |
|  | Blaberidae   |
|  |              |

|  | Blattidae                                                   |
|  |                                                             |
|  | \| \| Blattellidae \| \| \| \| \| \| Blaberidae \| \| \| \| |
|  |                                                             |
|  | Blattellidae                                                |
|  |                                                             |
|  | Blaberidae                                                  |
|  |                                                             |

|  | Blattellidae |
|  |              |
|  | Blaberidae   |
|  |              |

|  | Blattidae                                                   |
|  |                                                             |
|  | \| \| Blattellidae \| \| \| \| \| \| Blaberidae \| \| \| \| |
|  |                                                             |
|  | Blattellidae                                                |
|  |                                                             |
|  | Blaberidae                                                  |
|  |                                                             |

|  | Blattellidae |
|  |              |
|  | Blaberidae   |
|  |              |

|  | Blattidae                                                   |
|  |                                                             |
|  | \| \| Blattellidae \| \| \| \| \| \| Blaberidae \| \| \| \| |
|  |                                                             |
|  | Blattellidae                                                |
|  |                                                             |
|  | Blaberidae                                                  |
|  |                                                             |

|  | Blattellidae |
|  |              |
|  | Blaberidae   |
|  |              |